# 602 Маріанна
602 Маріанна (602 Marianna) — астероїд головного поясу, відкритий 16 лютого 1906 року Джоелем Хастінґсом Меткалфом у Тонтоні, Массачусетс.
Тіссеранів параметр щодо Юпітера — 3,126.